# Eschive av Beirut
Eschive d'Ibelin , född 1253, död 1312, var regerande dam av Beirut i kungariket Jerusalem mellan 1282 och 1312.
Hon var dotter till Jean d'Ibelin, herre av Beirut, och Alice de la Roche sur Ognon. Hon efterträdde sin barnlösa syster Isabella av Ibelin 1282. Hon gifte sig 1291 med den cypriotiske prinsen Guy av Lusignan. Beirut erövrades av araberna 31 juli 1291. Hon var därmed i praktiken avsatt som Beiruts härskare, även om hon formellt fortsatte hävda titeln. Hon var därefter bosatt i sin makes hemland Cypern. Åren 1308-1311 befann hon sig i Grekland där hon utan framgång försökte hävde sin arvsrätt till hertigdömet Aten efter sin kusin. 